# Chlorocoma clopia
Chlorocoma clopia är en fjärilsart som beskrevs av Louis Beethoven Prout 1922. Chlorocoma clopia ingår i släktet Chlorocoma och familjen mätare. Inga underarter finns listade i Catalogue of Life.